# Euryglossina storeyi
Euryglossina storeyi là một loài Hymenoptera trong họ Colletidae. Loài này được Exley mô tả khoa học năm 1976.

## Hình ảnh

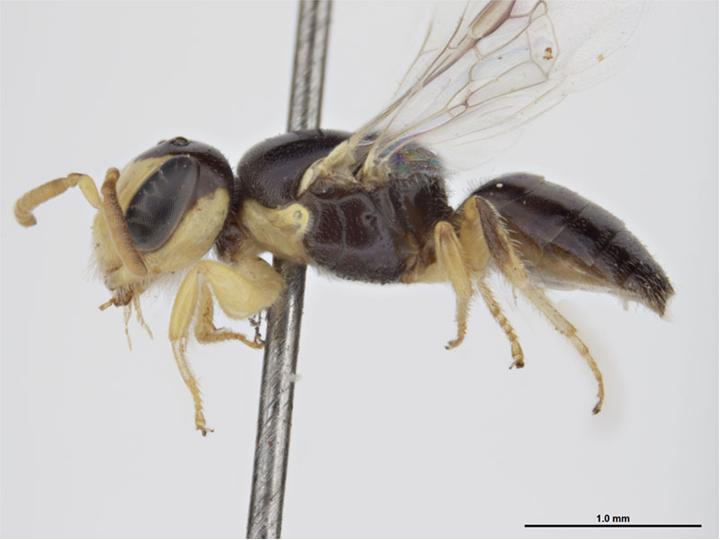